# Helmut Esters
Helmut Esters (* 15. Dezember 1935 in Geldern; † 9. August 2017 in Kevelaer) war ein deutscher Politiker (SPD).

## Leben und Beruf
Nach dem Abitur 1956 in Geldern studierte Esters Geschichte, Politische Wissenschaften und Soziologie. Er war zunächst wissenschaftlicher Assistent und wurde 1963 Leiter der Abteilung Sozial- und Zeitgeschichte am Forschungsinstitut der Friedrich-Ebert-Stiftung in Bonn. Von 1968 bis 1971 war er persönlicher Referent des SPD-Schatzmeisters Alfred Nau. Außerdem war er von 1975 bis 1994 Aufsichtsratsmitglied der Deutschen Gesellschaft für Technische Zusammenarbeit (GTZ).

## Partei
Esters war seit 1958 Mitglied der SPD. Von 1981 bis 1989 war er Vorsitzender des SPD-Unterbezirks Kleve.

## Abgeordneter
Esters war von 1969 bis 1981 Ratsmitglied der Stadt Kevelaer und dort zeitweise Vorsitzender der SPD-Fraktion. Dem Deutschen Bundestag gehörte er vom 15. Januar 1969, als er für den ausgeschiedenen Abgeordneten Klaus Hübner nachrückte, bis 1994 an. Er war stets über die Landesliste der SPD Nordrhein-Westfalen ins Parlament eingezogen. Im Bundestag war er von 1976 bis 1982 Vorsitzender des Rechnungsprüfungsausschusses. 1982/83 leitete er den Haushaltsausschuss.

## Ehrungen
- Bundesverdienstkreuz 1. Klasse, 1984
- Großes Bundesverdienstkreuz, 1989
- Ehrenbürger der Stadt Kevelaer, 2009